# 解宝

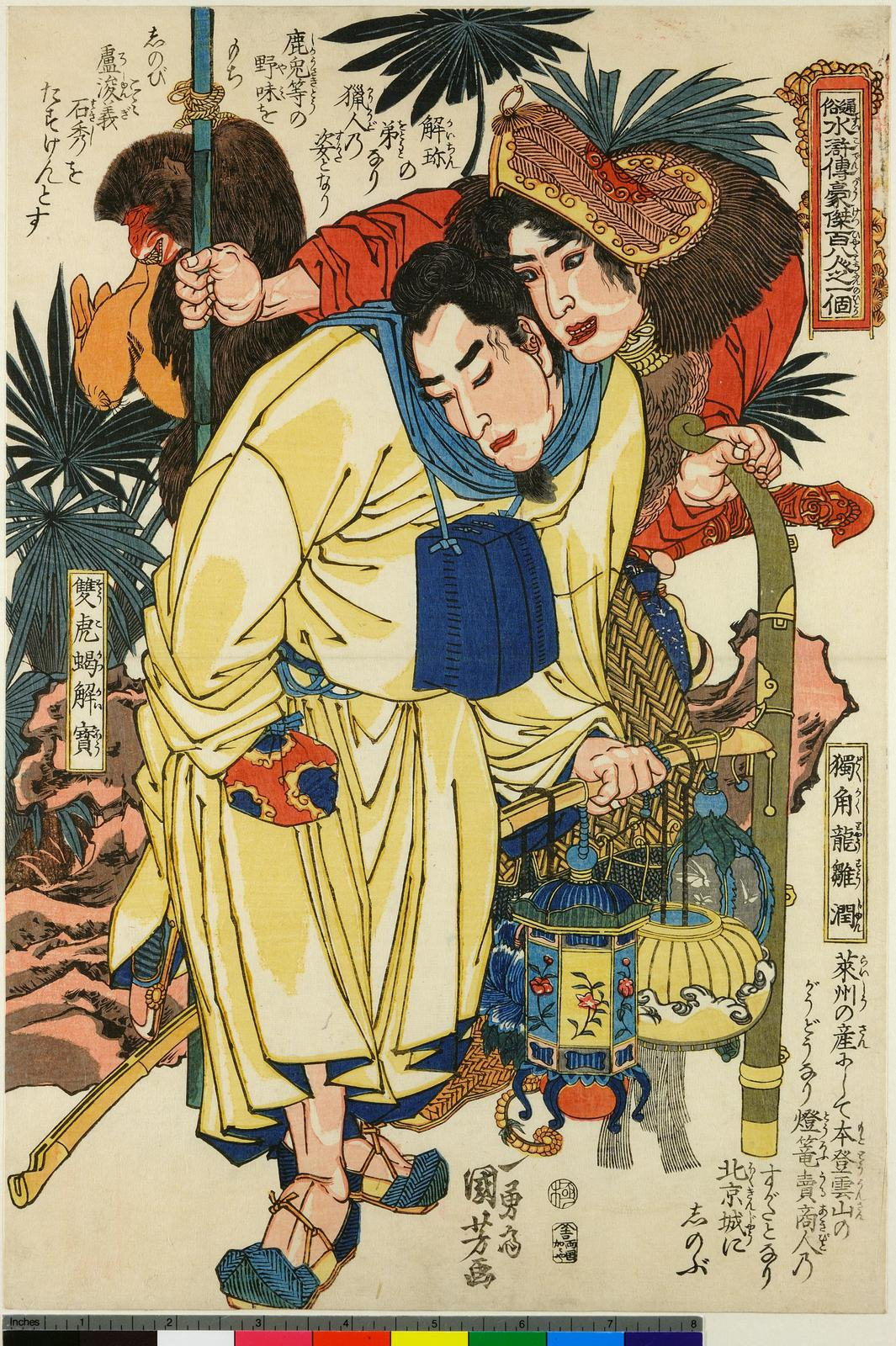
解宝

解 宝（かい ほう）は、中国の小説で四大奇書の一つである『水滸伝』の登場人物。
梁山泊第三十五位の好漢。天哭星の生まれ変わり。両頭蛇の解珍が実兄。登州の猟師で兄と同じく点鋼叉の使い手。他に足に剣を括り付けている。顧大嫂は父方の従姉、孫立、孫新兄弟は母方の従兄にあたる。短気な性格で兄より色黒、丸顔。両足の腿に飛天夜叉の刺青をしている。上記の通りの暴れ者であり、また得物の叉の形状から、二本尻尾のサソリを意味する双尾蠍（そうびかつ）と渾名される。

## 生涯
早くに二親を亡くし、兄と2人で猟師をしていた。役所が付近の住民に虎狩りを命じると、兄と共に山に入って罠を仕掛ける。首尾よく虎に毒矢を当てるが、地元の長者、毛太公の屋敷に逃げ込まれた。2人は屋敷を訪ねるが、手柄を横取りしようとした毛太公によって虎は隠されてしまう。詰め寄る2人は強盗だと濡れ衣を着せられて、毛太公の女婿である孔目（裁判官）の王正によって牢に入れられる。親類の牢番、楽和と孫一家の手引きで牢を破って、毛太公・毛仲義父子一家および王正らを殺害すると、梁山泊に身を寄せるために登州を離れた。おりしも梁山泊は祝家荘との戦いに苦慮していた。解兄弟と孫一家は祝家荘に味方する振りをして潜入し、内応して戦いを勝利に導いた。
梁山泊では歩兵軍の頭領となり、猟師の技術を活かして偵察行動などに活躍、華州攻めや北京攻略では変装して潜入を行い、華州攻めでは非道の賀太守を討ち取った。また曾頭市攻めでは、解珍とともに曾家の次男・曾密の首を挙げている。百八星集結後も歩兵軍頭領として活躍する。遼国との戦いでは断崖に孤立した盧俊義軍の居場所をつきとめ、その救出に大きく貢献した。田虎、王慶との戦いでも敵将を複数討ち取り、山中で迷った楊志を救出する功を立てるが、瓊英に敗れて兄ともども敵軍に捕らわれたこともあった。
方臘討伐でも、山中に逃げ込んだ敗残兵を掃討するなどよく働いたが、烏竜嶺攻めの際、敵軍が山岳地帯の関所に篭ったため、兄と2人で山伝いに潜入を試みる。岩壁をよじ登っていたところ、その物音を敵軍に気づかれて兄が転落死、慌てた解宝は引き返そうとするが、敵軍から霰の様に弓と石を射かけられ死亡した。兄弟の死体は木に吊るして見せしめにされる。我を忘れた宋江は、2人の死体を回収するために軍を進め、敵の罠にかかる。